# Біоценогенез
Біоценоге́нез (біоценоз і грец. Genesis — народження), вікові зміни, еосерії, філоценогенез, фітоценогенез — історичний процес формування і розвитку біоценозів. Відбувається шляхом зміни (езогенезу) домінуючих видів (з їх консорціями), зміни складу біоценозів включенням і винятком (трансгенезу) видів і деякою їх трансформацією (спеціогенезом). На древніх рівнинах тропічної зони кожен етап біоценогенезу тривав досить тривалий час (кілька мільйонів років); у помірному кліматі він був більш динамічним і відбувався протягом лише декількох тисячоліть. Біоценогенез супроводжувався формуванням нових різниць ґрунтів і був, таким чином, частиною загального біотоценогенезу.

## Виноски
1. ↑  Gams, 1918
2. ↑  Clements, 1936
3. ↑  Сукачов, 1942
4. ↑  Сукачов, 1945